# Marion Wagner
Marion Wagner (Maguncia, Alemania, 1 de febrero de 1978) es una atleta alemana, especialista en la prueba de 4 x 100 m, con la que ha llegado a ser campeona mundial en 2001.

## Carrera deportiva
En el Mundial de Edmonton 2001 gana el oro en los relevos 4 x 100 m, con un tiempo de 42.32 segundos, por delante de las francesas y jamaicanas.
Al año siguiente, en el Campeonato Europeo de Atletismo de 2002 ganó la plata en la misma prueba, tras Francia y por delante de Rusia, siendo sus compañeras de equipo: Melanie Paschke, Gabi Rockmeier y Sina Schielke.
Y en el Mundial de Berlín 2009 gana la medalla de bronce en la misma prueba, tras las jamaicanas y bahameñas (plata).